# Angelika Bahmann
Angelika Bahmann (n. 1 aprilie 1952, Plauen, Republica Democrată Germană, Germania) este o canoistă, medaliată olimpică. A participat la o ediție a Jocurilor Olimpice (1972) în care a câștigat o medalie de aur.

## Participări
Lista de mai jos prezintă principalele competiții la care a participat Angelika Bahmann de-a lungul carierei.
- canoeing at the 1972 Summer Olympics – women's slalom K-1[*]